# تل طلعه
تل طلعه یک روستا در سوریه است که در استان حسکه واقع شده‌است. تل طلعه ۸۰۰ نفر جمعیت دارد.